# تومي غيمل
تومي غيمل (بالإنجليزية: Tommy Gemmell)‏ هو لاعب كرة قدم بريطاني، ولد في 2 يوليو 1930 في Tarbolton ‏ في المملكة المتحدة، وتوفي في 8 يناير 2004 في Patna, East Ayrshire ‏ في المملكة المتحدة. شارك مع منتخب اسكتلندا لكرة القدم. أما مع النوادي، فقد لعب مع نادي سانت ميرين.